# Tolvmanstjärnen, Norrbotten
Tolvmanstjärnen är en sjö i Piteå kommun i Norrbotten och ingår i Byskeälvens huvudavrinningsområde. Tolvmanstjärnen ligger i Byskeälven Natura 2000-område.